# Сестри Груеви
„Сестри Груеви“ е група за българска народна музика.
Създадена през 1957 година, тя включва сестрите Стойна, Надежда и Вангелия Груеви от Обидим, Разложко. Те участват в Ансамбъла за народни песни на Българското радио, но записват и изнасят концерти като отделна група, изпълнявайки автентични песни в характерния местен двуглас.